# Spencer Smith (Triathlet)
Spencer Smith (* 11. Mai 1973 in Hounslow) ist ein ehemaliger britischer Triathlet. Er ist Triathlon-Weltmeister (1992, 1993, 1994) und zweifacher Ironman-Sieger (2001, 2002).

## Werdegang
Spencer Smith besuchte die Halliford School in Shepperton.
1991 wurde er in Losheim Junioren-Europameister Triathlon.

Er wurde drei Mal Weltmeister im Triathlon auf der Kurzdistanz (1992 bei den Junioren, 1993 und 1994) und in den Jahren 1992 und 1997 wurde er Europameister. 1996 wurde er Dritter bei der Weltmeisterschaft auf der Triathlon-Langdistanz.
1998 geriet Spencer Smith unter Doping-Verdacht, weil er nach dem Ironman Hawaii positiv auf Nandrolon getestet wurde. Der Internationale Sportgerichtshof bestätigte 17 Monate später zwar das Vorhandensein der Substanz, sah aber aufgrund eines Berechnungsfehlers die Zuverlässigkeit des Tests in Frage gestellt, sodass Smith freigesprochen wurde.
Spencer Smith ist zweifacher Ironman-Sieger. Er wurde trainiert von Paul Huddle und sein Spitzname war Powerhorse. Er ist heute als Triathlon-Coach tätig und lebt mit seiner Frau in den Palm Harbour, Florida.

## Auszeichnungen
- Spencer Smith wurde im Jahr 2014 von der International Triathlon Union (ITU) für die Aufnahme in die Hall of Fame nominiert.[3]

## Sportliche Erfolge
| Datum/Jahr    | Rang | Wettbewerb                                     | Austragungsort         | Zeit     | Bemerkung                                                |
| ------------- | ---- | ---------------------------------------------- | ---------------------- | -------- | -------------------------------------------------------- |
| 18. Mai 2008  | 3    | Ironman 70.3 Florida                           | Orlando (Florida)      | 03:59:04 | hinter Paul Amey und Santiago Ascendo                    |
| 18. März 2006 | 3    | Ironman 70.3 California                        | Oceanside              |          |                                                          |
| 2004          | 8    | Ironman 70.3 Florida                           | Orlando                | 04:02:14 |                                                          |
| 1997          | 1    | ETU Triathlon European Championships           | Vuokatti               |          | Triathlon-Europameister auf der Kurzdistanz              |
| 4. Mai 1997   | 1    | St. Croix Triathlon                            | Saint Croix            |          |                                                          |
| 1995          | 1    | ITU Triathlon World Cup                        | Noosa                  |          | Noosa Triathlon                                          |
| 1995          | 3    | ETU Triathlon European Championships           | Stockholm              |          |                                                          |
| 1994          | 1    | BTA Triathlon National Championships           | Vereinigtes Konigreich |          | British Champion der BTA                                 |
| 1994          | 1    | ITU Triathlon World Championships              | Wellington             |          | Triathlon-Weltmeister                                    |
| 1993          | 1    | BTA Triathlon National Championships           | Vereinigtes Konigreich |          | British Champion der BTA                                 |
| 22. Aug. 1993 | 1    | ITU Triathlon World Championships              | Manchester             |          | Triathlon-Weltmeister                                    |
| 12. Sep. 1992 | 1    | ITU Triathlon World Championship Junior Men    | Huntsville             | 01:53:56 | Junioren-Weltmeister                                     |
| 1992          | 1    | BTA Triathlon National Championships           | Vereinigtes Konigreich |          | British Champion der BTA                                 |
| 1992          | 1    | ETU Triathlon European Championships           | Lommel                 |          | Sieg bei der Europameisterschaft der ETU                 |
| 1991          | 1    | BTA Triathlon National Championships           | Vereinigtes Konigreich |          | British Champion der British Triathlon Association (BTA) |
| 1991          | 1    | ETU Triathlon European Championship Junior Men | Losheim am See         |          | Junioren-Europameister                                   |

| Datum/Jahr    | Rang | Wettbewerb                                      | Austragungsort   | Zeit     | Bemerkung                                                  |
| ------------- | ---- | ----------------------------------------------- | ---------------- | -------- | ---------------------------------------------------------- |
| 7. Sep. 2008  | 4    | Ironman UK                                      | Sherborne        | 09:13:34 | [ 6 ]                                                      |
| 9. Apr. 2005  | 2    | Ironman Arizona                                 | Tempe            |          |                                                            |
| 25. Mai 2002  | 1    | Ironman Brasil                                  | Florianópolis    |          | [ 7 ]                                                      |
| 10. Nov. 2001 | 1    | Ironman Florida                                 | Panama City      | 08:21:30 | erster Ironman-Sieg für Spencer – mit neuem Streckenrekord |
| 2000          | 8    | Ironman Hawaii                                  | Hawaii           | 08:43:06 |                                                            |
| 1998          | 5    | Ironman Hawaii                                  | Hawaii           |          |                                                            |
| 7. Sep. 1996  | 3    | ITU Long Distance Triathlon World Championships | Muncie (Indiana) |          |                                                            |

(DNF – Did Not Finish)